# Copa de Francia de Ciclismo 2016
La Copa de Francia de Ciclismo de 2016 fue la 24ª edición de la competición. Comenzó el 31 de enero con el G. P. Ouverture la Marsellesa y finalizó el 2 de octubre con la celebración del Tour de Vendée.
Formaron parte de la competición dieciséis pruebas y el ganador fue Samuel Dumoulin del equipo Ag2r La Mondiale. En la clasificación de los jóvenes venció Bryan Coquard, mientras que por equipos HP BTP-Auber93.

## Sistema de puntos

### Clasificación individual
| Posición | 1  | 2  | 3  | 4  | 5  | 6  | 7  | 8  | 9  | 10 | 11 | 12 | 13 | 14 | 15 |
| Puntos   | 50 | 35 | 25 | 20 | 18 | 16 | 14 | 12 | 10 | 8  | 6  | 5  | 3  | 3  | 3  |

### Clasificación por equipos
| Posición | 1  | 2 | 3 | 4 | 5 | 6 | 7 | 8 | 9 |
| Puntos   | 12 | 9 | 8 | 7 | 6 | 5 | 4 | 3 | 2 |

## Resultados
| Fecha            | Carrera                            | Ganador              | Equipo del ganador         | Líder de la clasificación individual | Líder de la clasificación por equipos |
| 31 de enero      | Gran Premio Ciclista la Marsellesa | Dries Devenyns       | IAM Cycling                | Dries Devenyns                       | FDJ                                   |
| 19 de marzo      | Clásica de Loire-Atlantique        | Anthony Turgis       | Cofidis, Solutions Crédits | Anthony Turgis Dries Devenyns        | Cofidis, Solutions Crédits            |
| 20 de marzo      | Gran Premio Cholet-Pays de Loire   | Rudy Barbier         | Roubaix Lille Métropole    | Baptiste Planckaert                  | Armée de terre                        |
| 1 de abril       | Route Adélie                       | Bryan Coquard        | Direct Énergie             | Baptiste Planckaert                  | Armée de terre                        |
| 3 de abril       | París-Camembert                    | Cyril Gautier        | Ag2r La Mondiale           | Baptiste Planckaert                  | Armée de terre                        |
| 14 de abril      | Gran Premio de Denain              | Daniel McLay         | Fortuneo-Vital Concept     | Baptiste Planckaert                  | Armée de terre                        |
| 16 de abril      | Tour de Finisterre                 | Baptiste Planckaert  | Wallonie-Bruxelles         | Baptiste Planckaert                  | Cofidis, Solutions Crédits            |
| 17 de abril      | Tro Bro Leon                       | Martin Mortensen     | ONE Pro Cycling            | Baptiste Planckaert                  | FDJ                                   |
| 24 de abril      | La Roue Tourangelle                | Samuel Dumoulin      | Ag2r La Mondiale           | Baptiste Planckaert                  | Cofidis, Solutions Crédits            |
| 28 de mayo       | Gran Premio de Plumelec-Morbihan   | Samuel Dumoulin      | Ag2r La Mondiale           | Baptiste Planckaert                  | Cofidis, Solutions Crédits            |
| 29 de mayo       | Boucles de l'Aulne                 | Samuel Dumoulin      | Ag2r La Mondiale           | Samuel Dumoulin                      | Cofidis, Solutions Crédits            |
| 31 de julio      | Polynormande                       | Baptiste Planckaert  | Wallonie-Bruxelles         | Samuel Dumoulin                      | Cofidis, Solutions Crédits            |
| 4 de septiembre  | Gran Premio de Fourmies            | Marcel Kittel        | Etixx-Quick Step           | Samuel Dumoulin                      | Cofidis, Solutions Crédits            |
| 11 de septiembre | Tour de Doubs                      | Samuel Dumoulin      | Ag2r La Mondiale           | Samuel Dumoulin                      | Cofidis, Solutions Crédits            |
| 18 de septiembre | Gran Premio de Isbergues           | Kristoffer Halvorsen | Team Joker Byggtorget      | Samuel Dumoulin                      | Armée de terre                        |
| 2 de octubre     | Tour de Vendée                     | Nacer Bouhanni       | Cofidis, Solutions Crédits | Samuel Dumoulin                      | HP BTP-Auber93                        |

## Clasificaciones

### Individual
| Posición | Ciclista            | Equipo                     | Puntos |
| -------- | ------------------- | -------------------------- | ------ |
| 1        | Samuel Dumoulin     | Ag2r La Mondiale           | 348    |
| 2        | Baptiste Planckaert | Wallonie-Bruxelles         | 330    |
| 3        | Romain Feillu       | HP BTP-Auber93             | 123    |
| 4        | Bryan Coquard       | Direct Énergie             | 122    |
| 5        | Rudy Barbier        | Roubaix Lille Métropole    | 112    |
| 6        | Clément Venturini   | Cofidis, Solutions Crédits | 104    |
| 7        | Julien Duval        | Armée de terre             | 102    |
| 8        | Nacer Bouhanni      | Cofidis, Solutions Crédits | 85     |
| 9        | Arthur Vichot       | FDJ                        | 74     |
| 10       | Daniel McLay        | Fortuneo-Vital Concept     | 70     |

### Jóvenes
| Posición | Ciclista             | Equipo                     | Puntos |
| -------- | -------------------- | -------------------------- | ------ |
| 1        | Bryan Coquard        | Direct Énergie             | 122    |
| 2        | Rudy Barbier         | Roubaix Lille Métropole    | 112    |
| 3        | Clément Venturini    | Cofidis, Solutions Crédits | 104    |
| 4        | Daniel McLay         | Fortuneo-Vital Concept     | 70     |
| 5        | Anthony Turgis       | Cofidis, Solutions Crédits | 68     |
| 6        | Loïc Chetout         | Cofidis, Solutions Crédits | 55     |
| 7        | Kristoffer Halvorsen | Team Joker Byggtorget      | 50     |
| 8        | Yannis Yssaad        | Armée de terre             | 50     |
| 9        | Thomas Boudat        | Direct Énergie             | 47     |
| 10       | David Menut          | HP BTP-Auber93             | 45     |

### Equipos
| Posición | Equipo                       | Puntos |
| -------- | ---------------------------- | ------ |
| 1        | HP BTP-Auber93               | 108    |
| 2        | Armée de terre               | 106    |
| 3        | Cofidis, Solutions Crédits   | 103    |
| 4        | FDJ                          | 83     |
| 5        | Fortuneo-Vital Concept       | 82     |
| 6        | Ag2r La Mondiale             | 80     |
| 7        | Direct Énergie               | 76     |
| 8        | Roubaix Lille Métropole      | 76     |
| 9        | Delko Marseille Provence KTM | 60     |